# أغاف باهامي
أغاف باهامي (الاسم العلمي:Agave bahamana) هو نوع من النباتات يتبع جنس الأغاف من الفصيلة الهليونية.